# Aelred av Rievaulx
Aelred av Rievaulx, född 1109 i Hexham, död 12 januari 1167, var en engelsk cisterciensabbot.
Aelred inträdde efter en tid vid det skotska hovet omkring 1133 i klostret Rievaulx i Yorkshire, där han blev abbot 1147. Han visade i Den andliga vänskapen och en rad andra skrifter ett stort intresse för troslivets psykologiska sidor. Aelred utvecklade i sina av ett poetiskt och bilbliskt bildspråk präglade predikningar en frälsningshistoriskt orienterad teologi. Aelred, som räknas som en av de mest betydande av de cisterciensiska författarna har stora likheter med Bernhard av Clairvaux i sin betoning av kärleken och gemenskapen.